# Варајски језик
Варајски језик (или варај-варај, варај, самар-лејте и самарнон) је језик говорен у регији Источни Висаји у Филипинима. Име долази од речи waray, која има значење ништа или не. Варајски језик говоре Варајци на острвима Самар и Билиран. Блиско је повезан је с мазбатенским и хилигајнон језицима.

## Пример

### Члан 1Универзалне декларације о људским правима
| Варајски | Српски |
| --- | --- |
| Nga an ngatanan nga mga tawo, nahimugso talwas ug katpong ha ira dignidad ug katdungan. Hira natawo dinhi ha tuna mayda konsensya ug isip ug kaangayan gud la nga an ira pagtagad ha tagsatagsa sugad hin magburugto. | Сва људска бића се рађају слободна и једнака по достојанству и правима. Обдарена су разумом и савешћу, и треба да се односе једна према другима у духу братства. |

### Бројеви
| Српски | Варајски | Позајмљено из шпанског |
| ------ | -------- | ---------------------- |
| Један  | Usa      | Uno                    |
| Два    | Duha     | Dos                    |
| Три    | Tuló     | Tres                   |
| Четири | Upat     | Cuatro                 |
| Пет    | Limá     | Cinco                  |
| Шест   | Unom     | Saiz                   |
| Седам  | Pitó     | Siete                  |
| Осам   | Waló     | Ocho                   |
| Девет  | Siyám    | Nueve                  |
| Десет  | Napúlô   | Diez                   |